# معاذ الطرابيشي
معاذ الطرابيشي طبيب أنف وأذن وحنجرة أمريكي سوري ومحاضر وباحث ومؤلف. وهو معروف في جميع أنحاء العالم بأنه أب جراحة الأذن بالمنظار. وهو المؤسس المشارك لمعهد Tarabichi Stammberger Ear and Sinus Institute. تم انتخابه رئيسًا للمجلس الاستشاري الدولي للأكاديمية الأمريكية لطب الأنف والأذن والحنجرة وجراحة الرأس والرقبة.
حصل على الجائزة السنوية لأبحاث الأطباء المقيمين.

## النشأة والتعليم
التحق الطرابيشي بكلية الطب بجامعة دمشق، سوريا عام 1977، وفي عام 1981 التحق بالجامعة الأمريكية بالقاهرة، BWI، حيث درس لمدة عامين.
في عام 1984، بدأ طرابيشي تدريبه على الإقامة في جامعة ماكجيل، مونتريال، كندا. حصل على الإقامة في الجراحة العامة لمدة عام، وبعد ذلك، في طب الأنف والأذن والحنجرة لمدة أربع سنوات وحصل على شهادة من البورد الأمريكي لأمراض الأنف والأذن والحنجرة في عام 1991.
بدأ الدكتور طرابيشي حياته المهنية في عام 1988 عندما افتتح عيادة خاصة لطب الأنف والأذن والحنجرة في كينوشا، ويسكونسن. في عام 1991، وبعد عقد من الزمان، انتقل الطرابيشي إلى دبي، حيث التحق بالمستشفى الأمريكي كرئيس لأمراض الأنف والأذن والحنجرة في عام 1998.
في عام 2020، شارك طرابيشي في تأسيس معهد Tarabichi Stammberger للأذن والجيوب الأنفية مع Heinz Stammberger. تهدف هذه المؤسسة إلى إحداث تقدم في جراحة الأذن والجيوب الأنفية بالمنظار. لتسهيل هذه التطورات، تقدم TSESI منحًا ممولة بالكامل للمتدربين. يتكون المعهد من مختبر مبلل ومنشآت إذاعية وإنتاج فيديو بالإضافة إلى رعاية المرضى الجراحية والسريرية.
نشر الدكتور طرابيشي العديد من المقالات وكان محررًا لاثنين من عيادتي طب الأنف والأذن والحنجرة في أمريكا الشمالية على EES. سافر باستمرار وألقى محاضرات حول العالم في جراحة الأذن بالمنظار و Eustachian عبر طبلة الأذن.

## التعيينات والعضوية
- رئيس أكاديمية الشرق الأوسط لطب الأنف والأذن والحنجرة.
- هيئة تحرير مجلة طب الأذن المتقدمة الدولية.
- الرئيس المنتخب للمجلس الاستشاري الدولي في الأكاديمية الأمريكية لطب الأنف والأذن والحنجرة وجراحة الرأس والرقبة.
- عضو سابق في هيئة تحرير The Laryngoscope.
- المنسق السابق للتعليم الطبي المستمر في جمعية ORL-HNS، جمعية الإمارات الطبية.

## منشورات مختارة
- الصمم في العالم النامي: مكان زراعة القوقعة. مجلة أمراض الحنجرة وطب الأذن، 2008: 122: 877-880.
- الإدارة بالمنظار للورم الصفراوي المحدود في العلية. منظار الحنجرة، 2004؛ 114: 1157-1162.
- العلاج بالمنظار للورم الصفراوي: نتائج طويلة الأمد، 2000 حزيران؛ 122 (6): 874-81.
- خصائص الألم المرتبط بالجيوب الأنفية، 2000 يونيو؛ 122 (6): 842-7.
- جراحة الأذن الوسطى بالمنظار، 1999 يناير؛ 108 (1): 39-46.
- الإدارة بالمنظار للورم الصفراوي المكتسب، 1997 سبتمبر؛ 18 (5): 544-9.
- مقارنة بين الفوهة القصيرة ورذاذ الفوهة الطويل في توصيل الأدوية الجيبية: دراسة جثية.
- أنف وأذن وحنجرة، 2019 ؛ 10.1177
- جدوى وسلامة توسع البالون عبر الطبلة من أنبوب استاكيوس.
- طب الأذن وطب الأعصاب، 2018
- غرسات القوقعة الصناعية في البلدان النامية: اعتبارات عملية وأخلاقية.
- الرأي الحالي في طب الأنف والأذن والحنجرة وجراحة الرأس والرقبة، [14] 2018.
- دور Transtympanic توسع أنبوب Eustachian أثناء المزمن. عملية جراحية للإذن.
- عيادات طب الأنف والأذن والحنجرة في أمريكا الشمالية، 2016

## الجوائز
- 1988- جائزة AAO-HNS للتميز في التحقيق الأصلي عن دراسته حول تطبيق أساليب العناصر المحدودة.
- 1986- جائزة البحث السنوي لجمعية مونتريال الطبية الجراحية